# Good God
Good God is een nummer van de Nederlandse zangeres Anouk uit 2007. Het is de eerste single van haar vijfde studioalbum Who's Your Momma.
"Good God" bevat meer jazz-invloeden dan eerdere nummers van Anouk. Het nummer werd een hit in Nederland en Vlaanderen, met een 7e positie in de Nederlandse Top 40 en een 13e positie in de Vlaamse Ultratop 50. Daarnaast is het nummer ook bespeelbaar in Guitar Hero: World Tour.